# Interlands Portugees voetbalelftal 2000-2009
Deze pagina toont een chronologisch en gedetailleerd overzicht van de interlands die het Portugees voetbalelftal speelde in de periode 2000 – 2009.

## Interlands

### 2000
|                                                        |                    |       |                      |                                                                                 |
| 23 februari Vriendschappelijk № 370 «onderlinge duels» | België             | 1 – 1 | Portugal             | Stade du Pays, Charleroi Toeschouwers: 24.000 Scheidsrechter: Knud Fisker (DEN) |
| 23 februari Vriendschappelijk № 370 «onderlinge duels» | Branko Strupar 56' |       | 81' Ricardo Sá Pinto | Stade du Pays, Charleroi Toeschouwers: 24.000 Scheidsrechter: Knud Fisker (DEN) |

|                                                               |                                    |       |                      |                                                                                    |
| 29 maart Vriendschappelijk № 371 «onderlinge duels» 20:00 uur | Portugal                           | 2 – 1 | Denemarken           | Estádio Municipal, Leiria Toeschouwers: 9.000 Scheidsrechter: John McDermott (IRL) |
| 29 maart Vriendschappelijk № 371 «onderlinge duels» 20:00 uur | Rui Costa 41' (pen.) Luís Figo 51' |       | 4' Jon Dahl Tomasson | Estádio Municipal, Leiria Toeschouwers: 9.000 Scheidsrechter: John McDermott (IRL) |

|                                                     |                                      |       |          |                                                                                                   |
| 26 april Vriendschappelijk № 372 «onderlinge duels» | Italië                               | 2 – 0 | Portugal | Stadio Oreste Granillo, Reggio Calabria Toeschouwers: 23.199 Scheidsrechter: Emanuel Zammit (MLT) |
| 26 april Vriendschappelijk № 372 «onderlinge duels» | Mark Iuliano 74' Francesco Totti 88' |       |          | Stadio Oreste Granillo, Reggio Calabria Toeschouwers: 23.199 Scheidsrechter: Emanuel Zammit (MLT) |

|                                                   |                                                     |       |       |                                                                                         |
| 2 juni Vriendschappelijk № 373 «onderlinge duels» | Portugal                                            | 3 – 0 | Wales | Estádio Municipal, Chaves Toeschouwers: 11.000 Scheidsrechter: Frank De Bleeckere (BEL) |
| 2 juni Vriendschappelijk № 373 «onderlinge duels» | Luís Figo 21' Ricardo Sá Pinto 44' Nuno Capucho 66' |       |       | Estádio Municipal, Chaves Toeschouwers: 11.000 Scheidsrechter: Frank De Bleeckere (BEL) |

| EK voetbal 2000 |
| --------------- |

|                                                              |                                             |           |                                     |                                                                                    |
| 12 juni Euro 2000 Groep A № 374 «onderlinge duels» 20:45 uur | Portugal                                    | 3 – 2     | Engeland                            | Philips Stadion, Eindhoven Toeschouwers: 33.000 Scheidsrechter: Anders Frisk (SWE) |
| 12 juni Euro 2000 Groep A № 374 «onderlinge duels» 20:45 uur | Luís Figo 22' João Pinto 37' Nuno Gomes 59' | (details) | 3' Paul Scholes 18' Steve McManaman | Philips Stadion, Eindhoven Toeschouwers: 33.000 Scheidsrechter: Anders Frisk (SWE) |

|                                                    |                |       |          |                                                                               |
| 17 juni Euro 2000 Groep A № 375 «onderlinge duels» | Portugal       | 1 – 0 | Roemenië | GelreDome, Arnhem Toeschouwers: 18.200 Scheidsrechter: Gilles Veissière (FRA) |
| 17 juni Euro 2000 Groep A № 375 «onderlinge duels» | Costinha 90+4' |       |          | GelreDome, Arnhem Toeschouwers: 18.200 Scheidsrechter: Gilles Veissière (FRA) |

|                                                    |           |                                                                |          |                                                                        |
| 20 juni Euro 2000 Groep A № 376 «onderlinge duels» | Duitsland | 0 – 3                                                          | Portugal | De Kuip, Rotterdam Toeschouwers: 51.400 Scheidsrechter: Dick Jol (NED) |
| 20 juni Euro 2000 Groep A № 376 «onderlinge duels» |           | 36' Sérgio Conceição 54' Sérgio Conceição 71' Sérgio Conceição |          | De Kuip, Rotterdam Toeschouwers: 51.400 Scheidsrechter: Dick Jol (NED) |

|                                                        |                               |       |         |                                                                                |
| 24 juni Euro 2000 Kwartfinale № 377 «onderlinge duels» | Portugal                      | 2 – 0 | Turkije | Amsterdam Arena, Amsterdam Toeschouwers: 45.000 Scheidsrechter: Dick Jol (NED) |
| 24 juni Euro 2000 Kwartfinale № 377 «onderlinge duels» | Nuno Gomes 44' Nuno Gomes 56' |       |         | Amsterdam Arena, Amsterdam Toeschouwers: 45.000 Scheidsrechter: Dick Jol (NED) |

|                                                                   |                                               |       |                |                                                                                          |
| 28 juni Euro 2000 Halve finale № 378 «onderlinge duels» 20:45 uur | Frankrijk                                     | 2 – 1 | Portugal       | Koning Boudewijnstadion, Brussel Toeschouwers: 50.000 Scheidsrechter: Günter Benkö (AUT) |
| 28 juni Euro 2000 Halve finale № 378 «onderlinge duels» 20:45 uur | Thierry Henry 51' Zinédine Zidane 117' (pen.) |       | 19' Nuno Gomes | Koning Boudewijnstadion, Brussel Toeschouwers: 50.000 Scheidsrechter: Günter Benkö (AUT) |

|  |  |  |  |  |  |  |  |  |

|                                                        |                                                                              |       |                     |                                                                                      |
| 16 augustus Vriendschappelijk № 379 «onderlinge duels» | Portugal                                                                     | 5 – 1 | Litouwen            | Estádio do Fontelo, Viseu Toeschouwers: 11.000 Scheidsrechter: Graziano Cesari (ITA) |
| 16 augustus Vriendschappelijk № 379 «onderlinge duels» | João Pinto 31' Luís Figo 37' Rui Costa 47' (pen.) Beto 80' Pedro Pauleta 86' |       | 44' Artūras Fomenka | Estádio do Fontelo, Viseu Toeschouwers: 11.000 Scheidsrechter: Graziano Cesari (ITA) |

|                                                                |                 |       |                                                  |                                                                                   |
| 3 september WK-kwalificatie № 380 «onderlinge duels» 17:00 uur | Estland         | 1 – 3 | Portugal                                         | Kadrioru Stadion, Tallinn Toeschouwers: 4.700 Scheidsrechter: Charles Agius (MLT) |
| 3 september WK-kwalificatie № 380 «onderlinge duels» 17:00 uur | Andres Oper 84' |       | 14' Rui Costa 49' Luís Figo 57' Ricardo Sá Pinto | Kadrioru Stadion, Tallinn Toeschouwers: 4.700 Scheidsrechter: Charles Agius (MLT) |

|                                                    |                      |       |                  |                                                                                   |
| 7 oktober WK-kwalificatie № 381 «onderlinge duels» | Portugal             | 1 – 1 | Ierland          | Estádio da Luz, Lissabon Toeschouwers: 43.500 Scheidsrechter: Atanas Uzunov (BUL) |
| 7 oktober WK-kwalificatie № 381 «onderlinge duels» | Sérgio Conceição 57' |       | 72' Matt Holland | Estádio da Luz, Lissabon Toeschouwers: 43.500 Scheidsrechter: Atanas Uzunov (BUL) |

|                                                     |           |                                        |          |                                                                           |
| 11 oktober WK-kwalificatie № 382 «onderlinge duels» | Nederland | 0 – 2                                  | Portugal | De Kuip, Rotterdam Toeschouwers: 44.620 Scheidsrechter: Graham Poll (END) |
| 11 oktober WK-kwalificatie № 382 «onderlinge duels» |           | 11' Sérgio Conceição 44' Pedro Pauleta |          | De Kuip, Rotterdam Toeschouwers: 44.620 Scheidsrechter: Graham Poll (END) |

|                                                        |                               |       |                    |                                                                                               |
| 15 november Vriendschappelijk № 383 «onderlinge duels» | Portugal                      | 2 – 1 | Israël             | Estádio Primeiro de Maio, Braga Toeschouwers: 20.000 Scheidsrechter: Giorgos Kasnaferis (GRE) |
| 15 november Vriendschappelijk № 383 «onderlinge duels» | Luís Figo 49' Jorge Costa 61' |       | 85' Yossi Benayoun | Estádio Primeiro de Maio, Braga Toeschouwers: 20.000 Scheidsrechter: Giorgos Kasnaferis (GRE) |

### 2001
|                                                      |                                              |       |         |                                                                                        |
| 28 februari WK-kwalificatie № 384 «onderlinge duels» | Portugal                                     | 3 – 0 | Andorra | Estádio dos Barreiros, Funchal Toeschouwers: 9.000 Scheidsrechter: Paul Allaerts (BEL) |
| 28 februari WK-kwalificatie № 384 «onderlinge duels» | Luís Figo 1' Pedro Pauleta 36' Luís Figo 49' |       |         | Estádio dos Barreiros, Funchal Toeschouwers: 9.000 Scheidsrechter: Paul Allaerts (BEL) |

|                                                   |                                          |       |                                                   |                                                                               |
| 28 maart WK-kwalificatie № 385 «onderlinge duels» | Portugal                                 | 2 – 2 | Nederland                                         | Estádio das Antas, Porto Toeschouwers: 42.164 Scheidsrechter: Urs Meier (SUI) |
| 28 maart WK-kwalificatie № 385 «onderlinge duels» | Pedro Pauleta 83' Luís Figo 90+3' (pen.) |       | 18' (pen.) Jimmy Hasselbaink 48' Patrick Kluivert | Estádio das Antas, Porto Toeschouwers: 42.164 Scheidsrechter: Urs Meier (SUI) |

|                                                     |                                                                                |       |          |                                                                                      |
| 25 april Vriendschappelijk № 386 «onderlinge duels» | Frankrijk                                                                      | 4 – 0 | Portugal | Stade de France, Saint-Denis Toeschouwers: 78.832 Scheidsrechter: Hellmut Krug (GER) |
| 25 april Vriendschappelijk № 386 «onderlinge duels» | Sylvain Wiltord 17' Mikaël Silvestre 32' Thierry Henry 34' Youri Djorkaeff 80' |       |          | Stade de France, Saint-Denis Toeschouwers: 78.832 Scheidsrechter: Hellmut Krug (GER) |

|                                                 |               |       |               |                                                                                    |
| 2 juni WK-kwalificatie № 387 «onderlinge duels» | Ierland       | 1 – 1 | Portugal      | Lansdowne Road, Dublin Toeschouwers: 35.000 Scheidsrechter: Knud Erik Fisker (DEN) |
| 2 juni WK-kwalificatie № 387 «onderlinge duels» | Roy Keane 68' |       | 79' Luís Figo | Lansdowne Road, Dublin Toeschouwers: 35.000 Scheidsrechter: Knud Erik Fisker (DEN) |

|                                                 | |       |        |                                                                                           |
| 6 juni WK-kwalificatie № 388 «onderlinge duels» | Portugal | 6 – 0 | Cyprus | Estádio José Alvalade, Lissabon Toeschouwers: 34.500 Scheidsrechter: Stefano Farina (ITA) |
| 6 juni WK-kwalificatie № 388 «onderlinge duels» | Pedro Pauleta 36' Pedro Barbosa 55' Pedro Barbosa 59' Pedro Pauleta 71' João Vieira Pinto 76' João Vieira Pinto 81' |       |        | Estádio José Alvalade, Lissabon Toeschouwers: 34.500 Scheidsrechter: Stefano Farina (ITA) |

|                                                        |                                                         |       |          |                                                                                      |
| 15 augustus Vriendschappelijk № 389 «onderlinge duels» | Portugal                                                | 3 – 0 | Moldavië | Estádio São Luís, Faro Toeschouwers: 20.000 Scheidsrechter: Georgios Borovilos (GRE) |
| 15 augustus Vriendschappelijk № 389 «onderlinge duels» | Luís Figo 43' (pen.) Luís Figo 61' (pen.) Luís Figo 89' |       |          | Estádio São Luís, Faro Toeschouwers: 20.000 Scheidsrechter: Georgios Borovilos (GRE) |

|                                                      |                   |       | |                                                                              |
| 1 september WK-kwalificatie № 390 «onderlinge duels» | Andorra           | 1 – 7 | Portugal | Camp d'Esports, Lleida Toeschouwers: 4.876 Scheidsrechter: Terje Hauge (NOR) |
| 1 september WK-kwalificatie № 390 «onderlinge duels» | Roberto Jonás 42' |       | 38' Nuno Gomes 38' Pedro Pauleta 39' Nuno Gomes 44' Nuno Gomes 45' Rui Jorge 58' Sérgio Conceição 90' Nuno Gomes | Camp d'Esports, Lleida Toeschouwers: 4.876 Scheidsrechter: Terje Hauge (NOR) |

|                                                      |                          |       |                                                       |                                                                                                   |
| 5 september WK-kwalificatie № 391 «onderlinge duels» | Cyprus                   | 1 – 3 | Portugal                                              | Antonis Papadopoulos Stadion, Larnaca Toeschouwers: 2.878 Scheidsrechter: Karl-Erik Nilsson (SWE) |
| 5 september WK-kwalificatie № 391 «onderlinge duels» | Mihalis Konstantinou 24' |       | 47' Nuno Gomes 65' Pedro Pauleta 71' Sérgio Conceição | Antonis Papadopoulos Stadion, Larnaca Toeschouwers: 2.878 Scheidsrechter: Karl-Erik Nilsson (SWE) |

|                                                              |                                                                              |       |         |                                                                                     |
| 6 oktober WK-kwalificatie № 392 «onderlinge duels» 18:00 uur | Portugal                                                                     | 5 – 0 | Estland | Estádio da Luz, Lissabon Toeschouwers: 80.000 Scheidsrechter: Hartmut Strampe (GER) |
| 6 oktober WK-kwalificatie № 392 «onderlinge duels» 18:00 uur | João Pinto 29' Nuno Gomes 49' Pedro Pauleta 58' Nuno Gomes 64' Luís Figo 78' |       |         | Estádio da Luz, Lissabon Toeschouwers: 80.000 Scheidsrechter: Hartmut Strampe (GER) |

|                                                        |                                                                                         |       |                     |                                                                                           |
| 14 november Vriendschappelijk № 393 «onderlinge duels» | Portugal                                                                                | 5 – 1 | Angola              | Estádio José Alvalade, Lissabon Toeschouwers: 5.000 Scheidsrechter: Pascal Garibian (FRA) |
| 14 november Vriendschappelijk № 393 «onderlinge duels» | Luís Figo 26' (pen.) Nuno Gomes 36' Jorge Andrade 39' Luís Boa Morte 49' Nuno Gomes 63' |       | 1' António Mendonça | Estádio José Alvalade, Lissabon Toeschouwers: 5.000 Scheidsrechter: Pascal Garibian (FRA) |

### 2002
|                                                        |                        |       |                 |                                                                                         |
| 13 februari Vriendschappelijk № 394 «onderlinge duels» | Spanje                 | 1 – 1 | Portugal        | Olympisch Stadion, Barcelona Toeschouwers: 48.300 Scheidsrechter: Alexandru Tudor (ROM) |
| 13 februari Vriendschappelijk № 394 «onderlinge duels» | Fernando Morientes 41' |       | 29' Jorge Costa | Olympisch Stadion, Barcelona Toeschouwers: 48.300 Scheidsrechter: Alexandru Tudor (ROM) |

|                                                     |                      |       |                                                                          |                                                                                      |
| 27 maart Vriendschappelijk № 395 «onderlinge duels» | Portugal             | 1 – 4 | Finland                                                                  | Estádio do Bessa, Porto Toeschouwers: 8.000 Scheidsrechter: Frank De Bleeckere (BEL) |
| 27 maart Vriendschappelijk № 395 «onderlinge duels» | Sérgio Conceição 40' |       | 9' Joonas Kolkka 27' Mikael Forssell 42' Jari Litmanen 54' Jari Litmanen | Estádio do Bessa, Porto Toeschouwers: 8.000 Scheidsrechter: Frank De Bleeckere (BEL) |

|                                                     |                      |       |                |                                                                                                 |
| 17 april Vriendschappelijk № 396 «onderlinge duels» | Portugal             | 1 – 1 | Brazilië       | Estádio José Alvalade, Lissabon Toeschouwers: 44.545 Scheidsrechter: Víctor José Esquinas (ESP) |
| 17 april Vriendschappelijk № 396 «onderlinge duels» | Sérgio Conceição 60' |       | 73' Ronaldinho | Estádio José Alvalade, Lissabon Toeschouwers: 44.545 Scheidsrechter: Víctor José Esquinas (ESP) |

|                                                   |       |                                  |          |                                                                                        |
| 25 mei Vriendschappelijk № 397 «onderlinge duels» | China | 0 – 2                            | Portugal | Macau Olympic Complex, Macau Toeschouwers: 18.000 Scheidsrechter: Chul Kwon-Jong (KOR) |
| 25 mei Vriendschappelijk № 397 «onderlinge duels» |       | 50' Nuno Gomes 61' Pedro Pauleta |          | Macau Olympic Complex, Macau Toeschouwers: 18.000 Scheidsrechter: Chul Kwon-Jong (KOR) |

| WK voetbal 2002 |
| --------------- |

|                                                                |                                                          |       |                                |                                                                                        |
| 5 juni WK-eindronde № 398 «onderlinge duels» 18:00 uur (UTC+9) | Verenigde Staten                                         | 3 – 2 | Portugal                       | Suwon World Cup Stadion, Suwon Toeschouwers: 37.306 Scheidsrechter: Byron Moreno (ECU) |
| 5 juni WK-eindronde № 398 «onderlinge duels» 18:00 uur (UTC+9) | John O'Brien 4' Jorge Costa 29' (e.d.) Brian McBride 36' |       | 39' Beto 71' (e.d.) Jeff Agoos | Suwon World Cup Stadion, Suwon Toeschouwers: 37.306 Scheidsrechter: Byron Moreno (ECU) |

|                                                                 |                                                                     |       |       |                                                                                         |
| 10 juni WK-eindronde № 399 «onderlinge duels» 20:30 uur (UTC+9) | Portugal                                                            | 4 – 0 | Polen | Jeonju World Cup Stadion, Jeonju Toeschouwers: 31.000 Scheidsrechter: Hugh Dallas (SCO) |
| 10 juni WK-eindronde № 399 «onderlinge duels» 20:30 uur (UTC+9) | Pedro Pauleta 14' Pedro Pauleta 65' Pedro Pauleta 77' Rui Costa 88' |       |       | Jeonju World Cup Stadion, Jeonju Toeschouwers: 31.000 Scheidsrechter: Hugh Dallas (SCO) |

|                                                                 |          |                  |            |                                                                                          |
| 14 juni WK-eindronde № 400 «onderlinge duels» 20:30 uur (UTC+9) | Portugal | 0 – 1            | Zuid-Korea | Incheon Munhak Stadion, Incheon Toeschouwers: 50.239 Scheidsrechter: Ángel Sánchez (ARG) |
| 14 juni WK-eindronde № 400 «onderlinge duels» 20:30 uur (UTC+9) |          | 70' Park Ji-sung |            | Incheon Munhak Stadion, Incheon Toeschouwers: 50.239 Scheidsrechter: Ángel Sánchez (ARG) |

|  |  |  |  |  |  |  |  |  |

|                                                                  |                |       |                        |                                                                                      |
| 7 september Vriendschappelijk № 401 «onderlinge duels» 16:00 uur | Engeland       | 1 – 1 | Portugal               | Villa Park, Birmingham Toeschouwers: 40.058 Scheidsrechter: Tom Henning Øvrebø (NOR) |
| 7 september Vriendschappelijk № 401 «onderlinge duels» 16:00 uur | Alan Smith 40' |       | 78' Francisco Costinha | Villa Park, Birmingham Toeschouwers: 40.058 Scheidsrechter: Tom Henning Øvrebø (NOR) |

|                                                       |                  |       |                 |                                                                                       |
| 12 oktober Vriendschappelijk № 402 «onderlinge duels» | Portugal         | 1 – 1 | Tunesië         | Estádio do Restelo, Lissabon Toeschouwers: 10.000 Scheidsrechter: Paul Allaerts (BEL) |
| 12 oktober Vriendschappelijk № 402 «onderlinge duels» | Pedro Pauleta 5' |       | 42' Ali Zitouni | Estádio do Restelo, Lissabon Toeschouwers: 10.000 Scheidsrechter: Paul Allaerts (BEL) |

|                                                       |                                         |       |                                                             |                                                                                   |
| 16 oktober Vriendschappelijk № 403 «onderlinge duels» | Zweden                                  | 2 – 3 | Portugal                                                    | Ullevi Stadion, Göteborg Toeschouwers: 30.047 Scheidsrechter: Kyros Vasaras (GRE) |
| 16 oktober Vriendschappelijk № 403 «onderlinge duels» | Jörgen Pettersson 6' Marcus Allbäck 24' |       | 35' (pen.) Sérgio Conceição 54' Romeu Almeida 89' Rui Costa | Ullevi Stadion, Göteborg Toeschouwers: 30.047 Scheidsrechter: Kyros Vasaras (GRE) |

|                                                        |                                    |       |           |                                                                                             |
| 20 november Vriendschappelijk № 404 «onderlinge duels» | Portugal                           | 2 – 0 | Schotland | Estádio Primeiro de Maio, Braga Toeschouwers: 8.000 Scheidsrechter: Viorel Anghelinei (ROM) |
| 20 november Vriendschappelijk № 404 «onderlinge duels» | Pedro Pauleta 7' Pedro Pauleta 18' |       |           | Estádio Primeiro de Maio, Braga Toeschouwers: 8.000 Scheidsrechter: Viorel Anghelinei (ROM) |

### 2003
|                                                        |                      |       |          |                                                                                        |
| 12 februari Vriendschappelijk № 405 «onderlinge duels» | Italië               | 1 – 0 | Portugal | Stadio Luigi Ferraris, Genua Toeschouwers: 31.265 Scheidsrechter: Herbert Fandel (GER) |
| 12 februari Vriendschappelijk № 405 «onderlinge duels» | Bernardo Corradi 62' |       |          | Stadio Luigi Ferraris, Genua Toeschouwers: 31.265 Scheidsrechter: Herbert Fandel (GER) |

|                                                     |                           |       |                       |                                                                                |
| 29 maart Vriendschappelijk № 406 «onderlinge duels» | Portugal                  | 2 – 1 | Brazilië              | Estádio das Antas, Porto Toeschouwers: 40.000 Scheidsrechter: Alon Yefet (ISR) |
| 29 maart Vriendschappelijk № 406 «onderlinge duels» | Pedro Pauleta 8' Deco 82' |       | 65' (pen.) Ronaldinho | Estádio das Antas, Porto Toeschouwers: 40.000 Scheidsrechter: Alon Yefet (ISR) |

|                                                    |           |               |          |                                                                                                 |
| 2 april Vriendschappelijk № 407 «onderlinge duels» | Macedonië | 0 – 1         | Portugal | Stade Olympique de la Pontaise, Lausanne Toeschouwers: 14.258 Scheidsrechter: Markus Nobs (SUI) |
| 2 april Vriendschappelijk № 407 «onderlinge duels» |           | 24' Luís Figo |          | Stade Olympique de la Pontaise, Lausanne Toeschouwers: 14.258 Scheidsrechter: Markus Nobs (SUI) |

|                                                     |                      |       |           |                                                                                 |
| 30 april Vriendschappelijk № 408 «onderlinge duels» | Nederland            | 1 – 1 | Portugal  | Philips Stadion, Eindhoven Toeschouwers: 27.200 Scheidsrechter: Urs Meier (SUI) |
| 30 april Vriendschappelijk № 408 «onderlinge duels» | Patrick Kluivert 27' |       | 78' Simão | Philips Stadion, Eindhoven Toeschouwers: 27.200 Scheidsrechter: Urs Meier (SUI) |

|                                                   |          |       |          |                                                                                          |
| 6 juni Vriendschappelijk № 409 «onderlinge duels» | Portugal | 0 – 0 | Paraguay | Estádio 1º de Maio, Braga Toeschouwers: 17.000 Scheidsrechter: Georgios Kasnaferis (GRE) |
| 6 juni Vriendschappelijk № 409 «onderlinge duels» |          |       |          | Estádio 1º de Maio, Braga Toeschouwers: 17.000 Scheidsrechter: Georgios Kasnaferis (GRE) |

|                                                    |                                                                           |       |         |                                                                                  |
| 10 juni Vriendschappelijk № 410 «onderlinge duels» | Portugal                                                                  | 4 – 0 | Bolivia | Estádio Nacional, Lissabon Toeschouwers: 10.000 Scheidsrechter: Asaf Kenam (ISR) |
| 10 juni Vriendschappelijk № 410 «onderlinge duels» | Jorge Andrade 8' Fernando Couto 14' Hélder Postiga 41' Hélder Postiga 48' |       |         | Estádio Nacional, Lissabon Toeschouwers: 10.000 Scheidsrechter: Asaf Kenam (ISR) |

|                                                                  |           |       |            |                                                                                                |
| 20 augustus Vriendschappelijk № 411 «onderlinge duels» 21:00 uur | Portugal  | 1 – 0 | Kazachstan | Estádio Municipal de Chaves, Chaves Toeschouwers: 8.000 Scheidsrechter: Julián Rodríguez (ESP) |
| 20 augustus Vriendschappelijk № 411 «onderlinge duels» 21:00 uur | Simão 65' |       |            | Estádio Municipal de Chaves, Chaves Toeschouwers: 8.000 Scheidsrechter: Julián Rodríguez (ESP) |

|                                                        |          |                                                     |        |                                                                                                  |
| 6 september Vriendschappelijk № 412 «onderlinge duels» | Portugal | 0 – 3                                               | Spanje | Estádio D. Afonso Henriques, Guimarães Toeschouwers: 21.176 Scheidsrechter: Salomir Mircea (ROU) |
| 6 september Vriendschappelijk № 412 «onderlinge duels» |          | 11' Joseba Etxeberria 64' Joaquín 77' Diego Tristán |        | Estádio D. Afonso Henriques, Guimarães Toeschouwers: 21.176 Scheidsrechter: Salomir Mircea (ROU) |

|                                                         |           |                  |          |                                                                                   |
| 10 september Vriendschappelijk № 413 «onderlinge duels» | Noorwegen | 0 – 1            | Portugal | Ullevaal Stadion, Oslo Toeschouwers: 11.014 Scheidsrechter: Stephen Bennett (ENG) |
| 10 september Vriendschappelijk № 413 «onderlinge duels» |           | 9' Pedro Pauleta |          | Ullevaal Stadion, Oslo Toeschouwers: 11.014 Scheidsrechter: Stephen Bennett (ENG) |

|                                                       |                                                                   |       |                                                 |                                                                                        |
| 11 oktober Vriendschappelijk № 414 «onderlinge duels» | Portugal                                                          | 5 – 3 | Albanië                                         | Estádio do Restelo, Lissabon Toeschouwers: 5.000 Scheidsrechter: Pascal Garibian (FRA) |
| 11 oktober Vriendschappelijk № 414 «onderlinge duels» | Luís Figo 8' Simão 51' Rui Costa 57' Pedro Pauleta 59' Miguel 65' |       | 13' Adrian Aliaj 43' Igli Tare 59' Adrian Aliaj | Estádio do Restelo, Lissabon Toeschouwers: 5.000 Scheidsrechter: Pascal Garibian (FRA) |

|                                                        |                   |       |                   |                                                                                      |
| 15 november Vriendschappelijk № 415 «onderlinge duels» | Portugal          | 1 – 1 | Griekenland       | Estádio Municipal, Aveiro Toeschouwers: 32.000 Scheidsrechter: Víctor Esquinas (ESP) |
| 15 november Vriendschappelijk № 415 «onderlinge duels» | Pedro Pauleta 59' |       | 47' Vasilis Lakis | Estádio Municipal, Aveiro Toeschouwers: 32.000 Scheidsrechter: Víctor Esquinas (ESP) |

|                                                        | |       |         |                                                                                                   |
| 19 november Vriendschappelijk № 416 «onderlinge duels» | Portugal | 8 – 0 | Koeweit | Estádio Dr. Magalhães Pessoa, Leiria Toeschouwers: 22.000 Scheidsrechter: Martin Ingvarsson (SWE) |
| 19 november Vriendschappelijk № 416 «onderlinge duels» | Pedro Pauleta 11' Pedro Pauleta 21' Luís Figo 34' Pedro Pauleta 45+1' Pedro Pauleta 53' Nuno Gomes 69' Nuno Gomes 76' Nuno Gomes 88' |       |         | Estádio Dr. Magalhães Pessoa, Leiria Toeschouwers: 22.000 Scheidsrechter: Martin Ingvarsson (SWE) |

### 2004
|                                                                  |                   |       |                 |                                                                                |
| 18 februari Vriendschappelijk № 417 «onderlinge duels» 21:20 uur | Portugal          | 1 – 1 | Engeland        | Estádio Algarve, Faro Toeschouwers: 27.000 Scheidsrechter: Viktor Kassai (HUN) |
| 18 februari Vriendschappelijk № 417 «onderlinge duels» 21:20 uur | Pedro Pauleta 71' |       | 47' Ledley King | Estádio Algarve, Faro Toeschouwers: 27.000 Scheidsrechter: Viktor Kassai (HUN) |

|                                                     |                 |       |                                          |                                                                               |
| 31 maart Vriendschappelijk № 418 «onderlinge duels» | Portugal        | 1 – 2 | Italië                                   | Estádio Municipal, Braga Toeschouwers: 25.000 Scheidsrechter: Ali Aydın (TUR) |
| 31 maart Vriendschappelijk № 418 «onderlinge duels» | Nuno Valente 5' |       | 40' Christian Vieri 75' Fabrizio Miccoli | Estádio Municipal, Braga Toeschouwers: 25.000 Scheidsrechter: Ali Aydın (TUR) |

|                                                     |                                    |       |                                        |                                                                                             |
| 28 april Vriendschappelijk № 419 «onderlinge duels» | Portugal                           | 2 – 2 | Zweden                                 | Estádio Cidade de Coimbra, Coimbra Toeschouwers: 14.000 Scheidsrechter: Darko Čeferin (SLO) |
| 28 april Vriendschappelijk № 419 «onderlinge duels» | Pedro Pauleta 33' Nuno Gomes 90+2' |       | 17' Kim Källström 86' (e.d.) Rui Jorge | Estádio Cidade de Coimbra, Coimbra Toeschouwers: 14.000 Scheidsrechter: Darko Čeferin (SLO) |

|                                                             |                                            |       |           |                                                                               |
| 29 mei Vriendschappelijk № 420 «onderlinge duels» 20:15 uur | Portugal                                   | 3 – 0 | Luxemburg | Agueda Municipal, Agueda Toeschouwers: 9.000 Scheidsrechter: Rob Styles (ENG) |
| 29 mei Vriendschappelijk № 420 «onderlinge duels» 20:15 uur | Luís Figo 14' Nuno Gomes 28' Rui Costa 37' |       |           | Agueda Municipal, Agueda Toeschouwers: 9.000 Scheidsrechter: Rob Styles (ENG) |

|                                                   |                                                                         |       |                                |                                                                                  |
| 5 juni Vriendschappelijk № 421 «onderlinge duels» | Portugal                                                                | 4 – 1 | Litouwen                       | Estádio do Bonfim, Setúbal Toeschouwers: 30.000 Scheidsrechter: Luc Wilmes (LUX) |
| 5 juni Vriendschappelijk № 421 «onderlinge duels» | Fernando Couto 3' Pedro Pauleta 13' Nuno Gomes 81' Hélder Postiga 90+2' |       | 74' (pen.) Donatas Vencevičius | Estádio do Bonfim, Setúbal Toeschouwers: 30.000 Scheidsrechter: Luc Wilmes (LUX) |

| EK voetbal 2004 |
| --------------- |

|                                                  |                         |       |                                                  |                                                                                       |
| 12 juni EK 2004 Groep A № 422 «onderlinge duels» | Portugal                | 1 – 2 | Griekenland                                      | Estádio do Dragão, Porto Toeschouwers: 48.761 Scheidsrechter: Pierluigi Collina (ITA) |
| 12 juni EK 2004 Groep A № 422 «onderlinge duels» | Cristiano Ronaldo 90+2' |       | 7' Giorgos Karagounis 51' (pen.) Angelos Basinas | Estádio do Dragão, Porto Toeschouwers: 48.761 Scheidsrechter: Pierluigi Collina (ITA) |

|                                                  |                          |       |         |                                                                                 |
| 16 juni EK 2004 Groep A № 423 «onderlinge duels» | Portugal                 | 2 – 0 | Rusland | Estádio da Luz, Lissabon Toeschouwers: 59.273 Scheidsrechter: Terje Hauge (NOR) |
| 16 juni EK 2004 Groep A № 423 «onderlinge duels» | Maniche 7' Rui Costa 89' |       |         | Estádio da Luz, Lissabon Toeschouwers: 59.273 Scheidsrechter: Terje Hauge (NOR) |

|                                                  |        |                |          |                                                                                 |
| 20 juni EK 2004 Groep A № 424 «onderlinge duels» | Spanje | 0 – 1          | Portugal | Estádio do Bessa, Porto Toeschouwers: 47.491 Scheidsrechter: Anders Frisk (SWE) |
| 20 juni EK 2004 Groep A № 424 «onderlinge duels» |        | 57' Nuno Gomes |          | Estádio do Bessa, Porto Toeschouwers: 47.491 Scheidsrechter: Anders Frisk (SWE) |

|                                                                  |                                   |       |                                    |                                                                               |
| 24 juni Euro 2004 Kwartfinale № 425 «onderlinge duels» 19:45 uur | Portugal                          | 2 – 2 | Engeland                           | Estádio da Luz, Lissabon Toeschouwers: 65.000 Scheidsrechter: Urs Meier (SUI) |
| 24 juni Euro 2004 Kwartfinale № 425 «onderlinge duels» 19:45 uur | Hélder Postiga 83' Rui Costa 110' |       | 3' Michael Owen 115' Frank Lampard | Estádio da Luz, Lissabon Toeschouwers: 65.000 Scheidsrechter: Urs Meier (SUI) |

|                                                                               |       | strafschoppen                                                                                  |  |
| Deco Simão Rui Costa Cristiano Ronaldo Maniche Hélder Postiga Ricardo Pereira | 6 – 5 | David Beckham Michael Owen Frank Lampard John Terry Owen Hargreaves Ashley Cole Darius Vassell |  |

|                                                       |                                   |       |                          |                                                                                         |
| 30 juni EK 2004 Halve finale № 426 «onderlinge duels» | Portugal                          | 2 – 1 | Nederland                | Estádio José Alvalade, Lissabon Toeschouwers: 46.679 Scheidsrechter: Anders Frisk (SWE) |
| 30 juni EK 2004 Halve finale № 426 «onderlinge duels» | Cristiano Ronaldo 26' Maniche 58' |       | 63' (e.d.) Jorge Andrade | Estádio José Alvalade, Lissabon Toeschouwers: 46.679 Scheidsrechter: Anders Frisk (SWE) |

|                                                  |          |                        |             |                                                                                 |
| 4 juli Euro 2004 Finale № 427 «onderlinge duels» | Portugal | 0 – 1                  | Griekenland | Estádio da Luz, Lissabon Toeschouwers: 62.865 Scheidsrechter: Markus Merk (GER) |
| 4 juli Euro 2004 Finale № 427 «onderlinge duels» |          | 57' Angelos Charisteas |             | Estádio da Luz, Lissabon Toeschouwers: 62.865 Scheidsrechter: Markus Merk (GER) |

|  |  |  |  |  |  |  |  |  |

|                                                      |         |                                         |          |                                                                            |
| 4 september WK-kwalificatie № 428 «onderlinge duels» | Letland | 0 – 2                                   | Portugal | Skonto Stadion, Riga Toeschouwers: 9.500 Scheidsrechter: Graham Poll (ENG) |
| 4 september WK-kwalificatie № 428 «onderlinge duels» |         | 58' Cristiano Ronaldo 59' Pedro Pauleta |          | Skonto Stadion, Riga Toeschouwers: 9.500 Scheidsrechter: Graham Poll (ENG) |

|                                                                |                                                                               |       |         |                                                                                             |
| 8 september WK-kwalificatie № 429 «onderlinge duels» 21:15 uur | Portugal                                                                      | 4 – 0 | Estland | Estádio Magalhães Pessoa, Leiria Toeschouwers: 27.214 Scheidsrechter: Bülent Demirlek (TUR) |
| 8 september WK-kwalificatie № 429 «onderlinge duels» 21:15 uur | Cristiano Ronaldo 75' Hélder Postiga 84' Pedro Pauleta 87' Hélder Postiga 90' |       |         | Estádio Magalhães Pessoa, Leiria Toeschouwers: 27.214 Scheidsrechter: Bülent Demirlek (TUR) |

|                                                    |                                     |       |                                            |                                                                               |
| 9 oktober WK-kwalificatie № 430 «onderlinge duels» | Liechtenstein                       | 2 – 2 | Portugal                                   | Rheinpark Stadion, Vaduz Toeschouwers: 3.548 Scheidsrechter: Novo Panić (BIH) |
| 9 oktober WK-kwalificatie № 430 «onderlinge duels» | Franz Burgmeier 48' Thomas Beck 76' |       | 23' Pedro Pauleta 39' (e.d.) Daniel Hasler | Rheinpark Stadion, Vaduz Toeschouwers: 3.548 Scheidsrechter: Novo Panić (BIH) |

|                                                     | |       |                     |                                                                                          |
| 13 oktober WK-kwalificatie № 430 «onderlinge duels» | Portugal                                                                                               | 7 – 1 | Rusland             | Estádio José Alvalade, Lissabon Toeschouwers: 27.258 Scheidsrechter: Kyros Vasaras (GRE) |
| 13 oktober WK-kwalificatie № 430 «onderlinge duels» | Pedro Pauleta 26' Cristiano Ronaldo 39' Deco 45' Cristiano Ronaldo 69' Simão 82' Petit 89' Petit 90+3' |       | 79' Andrej Arsjavin | Estádio José Alvalade, Lissabon Toeschouwers: 27.258 Scheidsrechter: Kyros Vasaras (GRE) |

|                                                                |           |                                                                                                 |          |                                                                                         |
| 17 november WK-kwalificatie № 432 «onderlinge duels» 19:00 uur | Luxemburg | 0 – 5                                                                                           | Portugal | Stade Josy Barthel, Luxemburg Toeschouwers: 8.045 Scheidsrechter: Vitaly Godulyan (UKR) |
| 17 november WK-kwalificatie № 432 «onderlinge duels» 19:00 uur |           | 11' (e.d.) Ben Federspiel 28' Cristiano Ronaldo 52' Maniche 67' Pedro Pauleta 82' Pedro Pauleta |          | Stade Josy Barthel, Luxemburg Toeschouwers: 8.045 Scheidsrechter: Vitaly Godulyan (UKR) |

### 2005
|                                                       |                  |       |          |                                                                                |
| 9 februari Vriendschappelijk № 433 «onderlinge duels» | Ierland          | 1 – 0 | Portugal | Lansdowne Road, Dublin Toeschouwers: 44.100 Scheidsrechter: Matt Messias (ENG) |
| 9 februari Vriendschappelijk № 433 «onderlinge duels» | Andy O'Brien 21' |       |          | Lansdowne Road, Dublin Toeschouwers: 44.100 Scheidsrechter: Matt Messias (ENG) |

|                                                               |                                                                           |       |                   |                                                                                                |
| 26 maart Vriendschappelijk № 434 «onderlinge duels» 20:30 uur | Portugal                                                                  | 4 – 1 | Canada            | Estádio Cidade de Barcelos, Barcelos Toeschouwers: 13.000 Scheidsrechter: Ihor Ishchenko (UKR) |
| 26 maart Vriendschappelijk № 434 «onderlinge duels» 20:30 uur | Manuel Fernandes 8' Pedro Pauleta 12' Hélder Postiga 82' Nuno Gomes 90+1' |       | 85' Kevin McKenna | Estádio Cidade de Barcelos, Barcelos Toeschouwers: 13.000 Scheidsrechter: Ihor Ishchenko (UKR) |

|                                                   |                           |       |                    |                                                                                |
| 30 maart WK-kwalificatie № 435 «onderlinge duels» | Slowakije                 | 1 – 1 | Portugal           | Tehelné pole, Bratislava Toeschouwers: 28.000 Scheidsrechter: Alain Sars (FRA) |
| 30 maart WK-kwalificatie № 435 «onderlinge duels» | Miroslav Karhan 8' (pen.) |       | 62' Hélder Postiga | Tehelné pole, Bratislava Toeschouwers: 28.000 Scheidsrechter: Alain Sars (FRA) |

|                                                 |                                          |       |           |                                                                                       |
| 4 juni WK-kwalificatie № 436 «onderlinge duels» | Portugal                                 | 2 – 0 | Slowakije | Estadio da Luz, Lissabon Toeschouwers: 64.000 Scheidsrechter: Pierluigi Collina (ITA) |
| 4 juni WK-kwalificatie № 436 «onderlinge duels» | Fernando Meira 21' Cristiano Ronaldo 42' |       |           | Estadio da Luz, Lissabon Toeschouwers: 64.000 Scheidsrechter: Pierluigi Collina (ITA) |

|                                                           |         |                       |          |                                                                                |
| 8 juni WK-kwalificatie № 437 «onderlinge duels» 19:15 uur | Estland | 0 – 1                 | Portugal | A. Le Coq Arena, Tallinn Toeschouwers: 10.280 Scheidsrechter: Mike Riley (ENG) |
| 8 juni WK-kwalificatie № 437 «onderlinge duels» 19:15 uur |         | 32' Cristiano Ronaldo |          | A. Le Coq Arena, Tallinn Toeschouwers: 10.280 Scheidsrechter: Mike Riley (ENG) |

|                                                        |                                       |       |        |                                                                                              |
| 17 augustus Vriendschappelijk № 438 «onderlinge duels» | Portugal                              | 2 – 0 | Egypte | Estádio de São Miguel, Ponta Delgada Toeschouwers: 20.000 Scheidsrechter: Jacek Granat (POL) |
| 17 augustus Vriendschappelijk № 438 «onderlinge duels» | Fernando Meira 50' Hélder Postiga 70' |       |        | Estádio de São Miguel, Ponta Delgada Toeschouwers: 20.000 Scheidsrechter: Jacek Granat (POL) |

|                                                                |                                                                                                |       |           |                                                                                  |
| 3 september WK-kwalificatie № 439 «onderlinge duels» 21:15 uur | Portugal                                                                                       | 6 – 0 | Luxemburg | Estádio Algarve, Faro Toeschouwers: 25.000 Scheidsrechter: Dick van Egmond (NED) |
| 3 september WK-kwalificatie № 439 «onderlinge duels» 21:15 uur | Jorge Andrade 22' Ricardo Carvalho 30' Pedro Pauleta 36' Pedro Pauleta 56' Simão 78' Simão 84' |       |           | Estádio Algarve, Faro Toeschouwers: 25.000 Scheidsrechter: Dick van Egmond (NED) |

|                                                      |         |       |          |                                                                                  |
| 7 september WK-kwalificatie № 440 «onderlinge duels» | Rusland | 0 – 0 | Portugal | Lokomotiv Stadion, Moskou Toeschouwers: 28.800 Scheidsrechter: Markus Merk (GER) |
| 7 september WK-kwalificatie № 440 «onderlinge duels» |         |       |          | Lokomotiv Stadion, Moskou Toeschouwers: 28.800 Scheidsrechter: Markus Merk (GER) |

|                                                    |                                  |       |                      |                                                                                        |
| 8 oktober WK-kwalificatie № 441 «onderlinge duels» | Portugal                         | 2 – 1 | Liechtenstein        | Estádio Municipal, Aveiro Toeschouwers: 30.900 Scheidsrechter: Grzegorz Gilewski (POL) |
| 8 oktober WK-kwalificatie № 441 «onderlinge duels» | Pedro Pauleta 48' Nuno Gomes 85' |       | 33' Benjamin Fischer | Estádio Municipal, Aveiro Toeschouwers: 30.900 Scheidsrechter: Grzegorz Gilewski (POL) |

|                                                     |                                                    |       |         |                                                                                      |
| 12 oktober WK-kwalificatie № 442 «onderlinge duels» | Portugal                                           | 3 – 0 | Letland | Estádio do Dragão, Porto Toeschouwers: 35.000 Scheidsrechter: Peter Fröjdfeldt (SWE) |
| 12 oktober WK-kwalificatie № 442 «onderlinge duels» | Pedro Pauleta 19' Pedro Pauleta 21' Hugo Viana 85' |       |         | Estádio do Dragão, Porto Toeschouwers: 35.000 Scheidsrechter: Peter Fröjdfeldt (SWE) |

|                                                        |                             |       |         |                                                                                       |
| 12 november Vriendschappelijk № 443 «onderlinge duels» | Portugal                    | 2 – 0 | Kroatië | Estádio Cidade, Coimbra Toeschouwers: 16.370 Scheidsrechter: Kim Milton Nielsen (DEN) |
| 12 november Vriendschappelijk № 443 «onderlinge duels» | Petit 32' Pedro Pauleta 65' |       |         | Estádio Cidade, Coimbra Toeschouwers: 16.370 Scheidsrechter: Kim Milton Nielsen (DEN) |

|                                                                  |                   |       |                            |                                                                              |
| 15 november Vriendschappelijk № 444 «onderlinge duels» 19:45 uur | Noord-Ierland     | 1 – 1 | Portugal                   | Windsor Park, Belfast Toeschouwers: 20.000 Scheidsrechter: Howard Webb (ENG) |
| 15 november Vriendschappelijk № 444 «onderlinge duels» 19:45 uur | Warren Feeney 54' |       | 41' (e.d.) Stephen Craigan | Windsor Park, Belfast Toeschouwers: 20.000 Scheidsrechter: Howard Webb (ENG) |

### 2006
|                                                    |                                                         |       |               |                                                                                |
| 1 maart Vriendschappelijk № 445 «onderlinge duels» | Portugal                                                | 3 – 0 | Saoedi-Arabië | LTU Arena, Düsseldorf Toeschouwers: 8.430 Scheidsrechter: Wolfgang Stark (GER) |
| 1 maart Vriendschappelijk № 445 «onderlinge duels» | Cristiano Ronaldo 29' Maniche 44' Cristiano Ronaldo 84' |       |               | LTU Arena, Düsseldorf Toeschouwers: 8.430 Scheidsrechter: Wolfgang Stark (GER) |

|                                                   |                                                                |       |                           |                                                                                               |
| 27 mei Vriendschappelijk № 446 «onderlinge duels» | Portugal                                                       | 4 – 1 | Kaapverdië                | Complexo Desportivo Lusitano, Évora Toeschouwers: 9.689 Scheidsrechter: Dick van Egmond (NED) |
| 27 mei Vriendschappelijk № 446 «onderlinge duels» | Pedro Pauleta 1' Pedro Pauleta 37' Petit 59' Pedro Pauleta 82' |       | 20' (e.d.) Fernando Meira | Complexo Desportivo Lusitano, Évora Toeschouwers: 9.689 Scheidsrechter: Dick van Egmond (NED) |

|                                                             |           |                                          |          |                                                                                         |
| 3 juni Vriendschappelijk № 447 «onderlinge duels» 20:00 uur | Luxemburg | 0 – 3                                    | Portugal | Stade Saint-Symphorien, Metz Toeschouwers: 19.157 Scheidsrechter: Laurent Duhamel (FRA) |
| 3 juni Vriendschappelijk № 447 «onderlinge duels» 20:00 uur |           | 46' Simão 72' (pen.) Simão 85' Luís Figo |          | Stade Saint-Symphorien, Metz Toeschouwers: 19.157 Scheidsrechter: Laurent Duhamel (FRA) |

| WK voetbal 2006 |
| --------------- |

|                                                                 |        |                  |          |                                                                                        |
| 11 juni WK-eindronde Groep D № 448 «onderlinge duels» 21:00 uur | Angola | 0 – 1            | Portugal | RheinEnergieStadion, Keulen Toeschouwers: 45.000 Scheidsrechter: Jorge Larrionda (URU) |
| 11 juni WK-eindronde Groep D № 448 «onderlinge duels» 21:00 uur |        | 4' Pedro Pauleta |          | RheinEnergieStadion, Keulen Toeschouwers: 45.000 Scheidsrechter: Jorge Larrionda (URU) |

|                                                                 |                                       |       |      |                                                                                     |
| 17 juni WK-eindronde Groep D № 449 «onderlinge duels» 15:00 uur | Portugal                              | 2 – 0 | Iran | Commerzbank-Arena, Frankfurt Toeschouwers: 48.000 Scheidsrechter: Eric Poulat (FRA) |
| 17 juni WK-eindronde Groep D № 449 «onderlinge duels» 15:00 uur | Deco 63' Cristiano Ronaldo 80' (pen.) |       |      | Commerzbank-Arena, Frankfurt Toeschouwers: 48.000 Scheidsrechter: Eric Poulat (FRA) |

|                                                                 |                             |       |                       |                                                                                      |
| 21 juni WK-eindronde Groep D № 450 «onderlinge duels» 16:00 uur | Portugal                    | 2 – 1 | Mexico                | Veltins-Arena, Gelsenkirchen Toeschouwers: 52.000 Scheidsrechter: Ľuboš Micheľ (SVK) |
| 21 juni WK-eindronde Groep D № 450 «onderlinge duels» 16:00 uur | Maniche 6' Simão 24' (pen.) |       | 29' Francisco Fonseca | Veltins-Arena, Gelsenkirchen Toeschouwers: 52.000 Scheidsrechter: Ľuboš Micheľ (SVK) |

|                                                                        |           |             |          |                                                                                           |
| 25 juni WK-eindronde Achtste finale № 451 «onderlinge duels» 21:00 uur | Nederland | 0 – 1       | Portugal | easyCredit-Stadion, Neurenberg Toeschouwers: 41.000 Scheidsrechter: Valentin Ivanov (RUS) |
| 25 juni WK-eindronde Achtste finale № 451 «onderlinge duels» 21:00 uur |           | 23' Maniche |          | easyCredit-Stadion, Neurenberg Toeschouwers: 41.000 Scheidsrechter: Valentin Ivanov (RUS) |

|                                                                    |          |            |          |                                                                                          |
| 1 juli WK-eindronde Kwartfinale № 452 «onderlinge duels» 17:00 uur | Engeland | 0 – 0 (nv) | Portugal | Veltins-Arena, Gelsenkirchen Toeschouwers: 52.000 Scheidsrechter: Horacio Elizondo (ARG) |
| 1 juli WK-eindronde Kwartfinale № 452 «onderlinge duels» 17:00 uur |          |            |          | Veltins-Arena, Gelsenkirchen Toeschouwers: 52.000 Scheidsrechter: Horacio Elizondo (ARG) |

|                                                              |       | strafschoppen                                           |  |
| Frank Lampard Owen Hargreaves Steven Gerrard Jamie Carragher | 1 – 3 | Simão Hugo Viana Petit Hélder Postiga Cristiano Ronaldo |  |

|                                                                     |          |                            |           |                                                                                   |
| 5 juli WK-eindronde Halve finale № 453 «onderlinge duels» 21:00 uur | Portugal | 0 – 1                      | Frankrijk | Allianz Arena, München Toeschouwers: 66.000 Scheidsrechter: Jorge Larrionda (URU) |
| 5 juli WK-eindronde Halve finale № 453 «onderlinge duels» 21:00 uur |          | 33' (pen.) Zinédine Zidane |           | Allianz Arena, München Toeschouwers: 66.000 Scheidsrechter: Jorge Larrionda (URU) |

|                                                                     |                                                                        |       |                |                                                                                              |
| 8 juli WK-eindronde Troostfinale № 454 «onderlinge duels» 21:00 uur | Duitsland                                                              | 3 – 1 | Portugal       | Gottlieb-Daimler-Stadion, Stuttgart Toeschouwers: 52.000 Scheidsrechter: Toru Kamikawa (JPN) |
| 8 juli WK-eindronde Troostfinale № 454 «onderlinge duels» 21:00 uur | Bastian Schweinsteiger 56' Petit 61' (e.d.) Bastian Schweinsteiger 78' |       | 87' Nuno Gomes | Gottlieb-Daimler-Stadion, Stuttgart Toeschouwers: 52.000 Scheidsrechter: Toru Kamikawa (JPN) |

|  |  |  |  |  |  |  |  |  |

|                                                        |                                                                                       |       |                                           |                                                                                   |
| 1 september Vriendschappelijk № 455 «onderlinge duels» | Denemarken                                                                            | 4 – 2 | Portugal                                  | Brøndby Stadion, Kopenhagen Toeschouwers: 13.186 Scheidsrechter: Alan Kelly (IRL) |
| 1 september Vriendschappelijk № 455 «onderlinge duels» | Jon Dahl Tomasson 15' Thomas Kahlenberg 21' Martin Jørgensen 78' Nicklas Bendtner 90' |       | 17' Ricardo Carvalho 66' Ricardo Carvalho | Brøndby Stadion, Kopenhagen Toeschouwers: 13.186 Scheidsrechter: Alan Kelly (IRL) |

|                                                                |                       |       |                |                                                                                   |
| 6 september EK-kwalificatie № 456 «onderlinge duels» 19:00 uur | Finland               | 1 – 1 | Portugal       | Olympiastadion, Helsinki Toeschouwers: 38.015 Scheidsrechter: Konrad Plautz (AUT) |
| 6 september EK-kwalificatie № 456 «onderlinge duels» 19:00 uur | Jonatan Johansson 21' |       | 42' Nuno Gomes | Olympiastadion, Helsinki Toeschouwers: 38.015 Scheidsrechter: Konrad Plautz (AUT) |

|                                                    |                                                                  |       |              |                                                                                |
| 7 oktober EK-kwalificatie № 457 «onderlinge duels» | Portugal                                                         | 3 – 0 | Azerbeidzjan | Estádio do Bessa, Porto Toeschouwers: 18.000 Scheidsrechter: Mark Halsey (ENG) |
| 7 oktober EK-kwalificatie № 457 «onderlinge duels» | Cristiano Ronaldo 25' Ricardo Carvalho 30' Cristiano Ronaldo 63' |       |              | Estádio do Bessa, Porto Toeschouwers: 18.000 Scheidsrechter: Mark Halsey (ENG) |

|                                                               |                                              |       |                |                                                                                   |
| 11 oktober EK-kwalificatie № 458 «onderlinge duels» 20:30 uur | Polen                                        | 2 – 1 | Portugal       | Stadion Śląski, Chorzów Toeschouwers: 40.000 Scheidsrechter: Wolfgang Stark (GER) |
| 11 oktober EK-kwalificatie № 458 «onderlinge duels» 20:30 uur | Euzebiusz Smolarek 9' Euzebiusz Smolarek 18' |       | 90' Nuno Gomes | Stadion Śląski, Chorzów Toeschouwers: 40.000 Scheidsrechter: Wolfgang Stark (GER) |

|                                                                |                                          |       |            |                                                                                            |
| 15 november EK-kwalificatie № 459 «onderlinge duels» 21:00 uur | Portugal                                 | 3 – 0 | Kazachstan | Estádio Cidade de Coimbra, Coimbra Toeschouwers: 27.000 Scheidsrechter: René Rogalla (SUI) |
| 15 november EK-kwalificatie № 459 «onderlinge duels» 21:00 uur | Simão 8' Cristiano Ronaldo 30' Simão 86' |       |            | Estádio Cidade de Coimbra, Coimbra Toeschouwers: 27.000 Scheidsrechter: René Rogalla (SUI) |

### 2007
|                                                                 |          |                                |          |                                                                                     |
| 6 februari Vriendschappelijk № 460 «onderlinge duels» 20:00 uur | Brazilië | 0 – 2                          | Portugal | Emirates Stadium, Londen Toeschouwers: 59.793 Scheidsrechter: Martin Atkinson (ENG) |
| 6 februari Vriendschappelijk № 460 «onderlinge duels» 20:00 uur |          | 82' Simão 89' Ricardo Carvalho |          | Emirates Stadium, Londen Toeschouwers: 59.793 Scheidsrechter: Martin Atkinson (ENG) |

|                                                             |                                                                                 |       |        |                                                                                           |
| 24 maart EK-kwalificatie № 461 «onderlinge duels» 22:00 uur | Portugal                                                                        | 4 – 0 | België | Estádio José Alvalade, Lissabon Toeschouwers: 47.000 Scheidsrechter: Kyros Vassaras (GRE) |
| 24 maart EK-kwalificatie № 461 «onderlinge duels» 22:00 uur | Nuno Gomes 52' Cristiano Ronaldo 54' Ricardo Quaresma 67' Cristiano Ronaldo 74' |       |        | Estádio José Alvalade, Lissabon Toeschouwers: 47.000 Scheidsrechter: Kyros Vassaras (GRE) |

|                                                             |                    |       |          |                                                                                           |
| 28 maart EK-kwalificatie № 462 «onderlinge duels» 20:30 uur | Servië             | 1 – 1 | Portugal | Stadion Crvene zvezde, Belgrado Toeschouwers: 40.000 Scheidsrechter: Bertrand Layec (FRA) |
| 28 maart EK-kwalificatie № 462 «onderlinge duels» 20:30 uur | Boško Janković 37' |       | 5' Tiago | Stadion Crvene zvezde, Belgrado Toeschouwers: 40.000 Scheidsrechter: Bertrand Layec (FRA) |

|                                                           |                       |       |                             |                                                                                            |
| 2 juni EK-kwalificatie № 463 «onderlinge duels» 20:00 uur | België                | 1 – 2 | Portugal                    | Koning Boudewijnstadion, Brussel Toeschouwers: 42.000 Scheidsrechter: Martin Hansson (SWE) |
| 2 juni EK-kwalificatie № 463 «onderlinge duels» 20:00 uur | Marouane Fellaini 64' |       | 42' Nani 64' Hélder Postiga | Koning Boudewijnstadion, Brussel Toeschouwers: 42.000 Scheidsrechter: Martin Hansson (SWE) |

|                                                   |                        |       |                |                                                                                            |
| 5 juni Vriendschappelijk № 464 «onderlinge duels» | Koeweit                | 1 – 1 | Portugal       | Thamir Stadion, Koeweit-Stad Toeschouwers: 10.000 Scheidsrechter: Fareed Al-Marzouqi (UAE) |
| 5 juni Vriendschappelijk № 464 «onderlinge duels» | Faraj Laheeb Saeid 87' |       | 71' João Tomás | Thamir Stadion, Koeweit-Stad Toeschouwers: 10.000 Scheidsrechter: Fareed Al-Marzouqi (UAE) |

|                                                      |                       |       |                       |                                                                                            |
| 22 augustus EK-kwalificatie № 465 «onderlinge duels» | Armenië               | 1 – 1 | Portugal              | Vazgen Sargsyan Stadion, Jerevan Toeschouwers: 8.000 Scheidsrechter: Claus Bo Larsen (DEN) |
| 22 augustus EK-kwalificatie № 465 «onderlinge duels» | Robert Arzumanyan 11' |       | 36' Cristiano Ronaldo | Vazgen Sargsyan Stadion, Jerevan Toeschouwers: 8.000 Scheidsrechter: Claus Bo Larsen (DEN) |

|                                                                |                                   |       |                                             |                                                                                     |
| 8 september EK-kwalificatie № 466 «onderlinge duels» 22:00 uur | Portugal                          | 2 – 2 | Polen                                       | Estádio da Luz, Lissabon Toeschouwers: 62.000 Scheidsrechter: Roberto Rosetti (ITA) |
| 8 september EK-kwalificatie № 466 «onderlinge duels» 22:00 uur | Maniche 50' Cristiano Ronaldo 73' |       | 44' Mariusz Lewandowski 88' Jacek Krzynówek | Estádio da Luz, Lissabon Toeschouwers: 62.000 Scheidsrechter: Roberto Rosetti (ITA) |

|                                                                 |           |       |                        |                                                                                        |
| 12 september EK-kwalificatie № 467 «onderlinge duels» 22:00 uur | Portugal  | 1 – 1 | Servië                 | Estádio José Alvalade, Lissabon Toeschouwers: 53.000 Scheidsrechter: Markus Merk (GER) |
| 12 september EK-kwalificatie № 467 «onderlinge duels» 22:00 uur | Simão 11' |       | 88' Branislav Ivanović | Estádio José Alvalade, Lissabon Toeschouwers: 53.000 Scheidsrechter: Markus Merk (GER) |

|                                                     |              |                                  |          |                                                                                       |
| 13 oktober EK-kwalificatie № 468 «onderlinge duels» | Azerbeidzjan | 0 – 2                            | Portugal | Tofikh Bakhramov Stadion, Bakoe Toeschouwers: 29.300 Scheidsrechter: Ivan Bebek (CRO) |
| 13 oktober EK-kwalificatie № 468 «onderlinge duels» |              | 12' Bruno Alves 45' Hugo Almeida |          | Tofikh Bakhramov Stadion, Bakoe Toeschouwers: 29.300 Scheidsrechter: Ivan Bebek (CRO) |

|                                                               |                     |       |                                            |                                                                                |
| 17 oktober EK-kwalificatie № 469 «onderlinge duels» 20:00 uur | Kazachstan          | 1 – 2 | Portugal                                   | Zentralstadion, Almaty Toeschouwers: 25.000 Scheidsrechter: Jan Wegereef (NED) |
| 17 oktober EK-kwalificatie № 469 «onderlinge duels» 20:00 uur | Dmitri Bjakov 90+5' |       | 84' Ariza Makukula 90+1' Cristiano Ronaldo | Zentralstadion, Almaty Toeschouwers: 25.000 Scheidsrechter: Jan Wegereef (NED) |

|                                                      |                  |       |         |                                                                                            |
| 17 november EK-kwalificatie № 470 «onderlinge duels» | Portugal         | 1 – 0 | Armenië | Estádio Dr. Magalhães Pessoa, Leiria Toeschouwers: 22.048 Scheidsrechter: Mike Riley (ENG) |
| 17 november EK-kwalificatie № 470 «onderlinge duels» | Hugo Almeida 42' |       |         | Estádio Dr. Magalhães Pessoa, Leiria Toeschouwers: 22.048 Scheidsrechter: Mike Riley (ENG) |

|                                                                |          |       |         |                                                                                  |
| 21 november EK-kwalificatie № 471 «onderlinge duels» 20:45 uur | Portugal | 0 – 0 | Finland | Estádio do Dragão, Porto Toeschouwers: 50.000 Scheidsrechter: Ľuboš Micheľ (SVK) |
| 21 november EK-kwalificatie № 471 «onderlinge duels» 20:45 uur |          |       |         | Estádio do Dragão, Porto Toeschouwers: 50.000 Scheidsrechter: Ľuboš Micheľ (SVK) |

### 2008
|                                                                 |                                                            |       |                      |                                                                            |
| 6 februari Vriendschappelijk № 472 «onderlinge duels» 20:45 uur | Italië                                                     | 3 – 1 | Portugal             | Letzigrund, Zürich Toeschouwers: 30.500 Scheidsrechter: Sascha Kever (SUI) |
| 6 februari Vriendschappelijk № 472 «onderlinge duels» 20:45 uur | Luca Toni 45+1' Fabio Cannavaro 50' Fabio Quagliarella 78' |       | 77' Ricardo Quaresma | Letzigrund, Zürich Toeschouwers: 30.500 Scheidsrechter: Sascha Kever (SUI) |

|                                                               |                                               |       |                |                                                                               |
| 26 maart Vriendschappelijk № 473 «onderlinge duels» 20:30 uur | Griekenland                                   | 2 – 1 | Portugal       | LTU Arena, Düsseldorf Toeschouwers: 28.500 Scheidsrechter: Knut Kircher (GER) |
| 26 maart Vriendschappelijk № 473 «onderlinge duels» 20:30 uur | Giorgos Karagounis 33' Giorgos Karagounis 60' |       | 75' Nuno Gomes | LTU Arena, Düsseldorf Toeschouwers: 28.500 Scheidsrechter: Knut Kircher (GER) |

|                                                             |                                    |       |         |                                                                            |
| 31 mei Vriendschappelijk № 474 «onderlinge duels» 19:15 uur | Portugal                           | 2 – 0 | Georgië | Estádio Fontelo, Viseu Toeschouwers: 8.500 Scheidsrechter: Meir Levi (ISR) |
| 31 mei Vriendschappelijk № 474 «onderlinge duels» 19:15 uur | João Moutinho 19' Simão 45' (pen.) |       |         | Estádio Fontelo, Viseu Toeschouwers: 8.500 Scheidsrechter: Meir Levi (ISR) |

| EK voetbal 2008 |
| --------------- |

|                                                             |                              |       |         |                                                                                   |
| 7 juni Euro 2008 Groep A № 475 «onderlinge duels» 20:45 uur | Portugal                     | 2 – 0 | Turkije | Stade de Genève, Genève Toeschouwers: 29.106 Scheidsrechter: Herbert Fandel (GER) |
| 7 juni Euro 2008 Groep A № 475 «onderlinge duels» 20:45 uur | Pepe 61' Raul Meireles 90+3' |       |         | Stade de Genève, Genève Toeschouwers: 29.106 Scheidsrechter: Herbert Fandel (GER) |

|                                                              |                  |       |                                                      |                                                                                   |
| 11 juni Euro 2008 Groep A № 476 «onderlinge duels» 18:00 uur | Tsjechië         | 1 – 3 | Portugal                                             | Stade de Genève, Genève Toeschouwers: 29.016 Scheidsrechter: Kyros Vassaras (GRE) |
| 11 juni Euro 2008 Groep A № 476 «onderlinge duels» 18:00 uur | Libor Sionko 17' |       | 8' Deco 63' Cristiano Ronaldo 90+1' Ricardo Quaresma | Stade de Genève, Genève Toeschouwers: 29.016 Scheidsrechter: Kyros Vassaras (GRE) |

|                                                              |                                        |       |          |                                                                                |
| 15 juni Euro 2008 Groep A № 477 «onderlinge duels» 20:45 uur | Zwitserland                            | 2 – 0 | Portugal | St. Jakob-Park, Bazel Toeschouwers: 39.730 Scheidsrechter: Konrad Plautz (AUT) |
| 15 juni Euro 2008 Groep A № 477 «onderlinge duels» 20:45 uur | Hakan Yakin 71' Hakan Yakin 83' (pen.) |       |          | St. Jakob-Park, Bazel Toeschouwers: 39.730 Scheidsrechter: Konrad Plautz (AUT) |

|                                                                  |                                   |       |                                                                   |                                                                                   |
| 19 juni Euro 2008 Kwartfinale № 478 «onderlinge duels» 20:45 uur | Portugal                          | 2 – 3 | Duitsland                                                         | St. Jakob-Park, Bazel Toeschouwers: 39.374 Scheidsrechter: Peter Fröjdfeldt (SWE) |
| 19 juni Euro 2008 Kwartfinale № 478 «onderlinge duels» 20:45 uur | Nuno Gomes 40' Hélder Postiga 87' |       | 22' Bastian Schweinsteiger 26' Miroslav Klose 61' Michael Ballack | St. Jakob-Park, Bazel Toeschouwers: 39.374 Scheidsrechter: Peter Fröjdfeldt (SWE) |

|  |  |  |  |  |  |  |  |  |

|                                                                  |                                                                |       |         |                                                                                     |
| 20 augustus Vriendschappelijk № 479 «onderlinge duels» 21:45 uur | Portugal                                                       | 5 – 0 | Faeröer | Estádio Municipal, Aveiro Toeschouwers: 21.000 Scheidsrechter: Andriy Shandor (UKR) |
| 20 augustus Vriendschappelijk № 479 «onderlinge duels» 21:45 uur | Carlos Martins 24' Simão 49' Duda 86' Bruno Alves 88' Nani 90' |       |         | Estádio Municipal, Aveiro Toeschouwers: 21.000 Scheidsrechter: Andriy Shandor (UKR) |

|                                                                |       |                                                           |          |                                                                                  |
| 6 september WK-kwalificatie № 480 «onderlinge duels» 20:00 uur | Malta | 0 – 4                                                     | Portugal | Ta' Qali Stadium, Ta' Qali Toeschouwers: 11.000 Scheidsrechter: Kevin Blom (NED) |
| 6 september WK-kwalificatie № 480 «onderlinge duels» 20:00 uur |       | 25' (e.d.) Brian Said 61' Hugo Almeida 71' Simão 78' Nani |          | Ta' Qali Stadium, Ta' Qali Toeschouwers: 11.000 Scheidsrechter: Kevin Blom (NED) |

|                                                       |                          |       |                                                                |                                                                                        |
| 10 september WK-kwalificatie № 481 «onderlinge duels» | Portugal                 | 2 – 3 | Denemarken                                                     | Estádio José Alvalade, Lissabon Toeschouwers: 33.505 Scheidsrechter: Howard Webb (ENG) |
| 10 september WK-kwalificatie № 481 «onderlinge duels» | Nani 41' Deco 85' (pen.) |       | 84' Nicklas Bendtner 90' Christian Poulsen 90+2' Daniel Jensen | Estádio José Alvalade, Lissabon Toeschouwers: 33.505 Scheidsrechter: Howard Webb (ENG) |

|                                                               |        |       |          |                                                                                          |
| 11 oktober WK-kwalificatie № 482 «onderlinge duels» 20:00 uur | Zweden | 0 – 0 | Portugal | Råsunda Fotbollstadion, Solna Toeschouwers: 33.241 Scheidsrechter: Roberto Rosetti (ITA) |
| 11 oktober WK-kwalificatie № 482 «onderlinge duels» 20:00 uur |        |       |          | Råsunda Fotbollstadion, Solna Toeschouwers: 33.241 Scheidsrechter: Roberto Rosetti (ITA) |

|                                                               |          |       |         |                                                                                  |
| 15 oktober WK-kwalificatie № 483 «onderlinge duels» 21:45 uur | Portugal | 0 – 0 | Albanië | Estádio Municipal, Braga Toeschouwers: 29.500 Scheidsrechter: Knut Kircher (GER) |
| 15 oktober WK-kwalificatie № 483 «onderlinge duels» 21:45 uur |          |       |         | Estádio Municipal, Braga Toeschouwers: 29.500 Scheidsrechter: Knut Kircher (GER) |

|                                                                  |                                                                                     |       |                    |                                                                           |
| 19 november Vriendschappelijk № 484 «onderlinge duels» 20:00 uur | Brazilië                                                                            | 6 – 2 | Portugal           | Bezerrão, Gama Toeschouwers: 19.157 Scheidsrechter: Jorge Larrionda (URU) |
| 19 november Vriendschappelijk № 484 «onderlinge duels» 20:00 uur | Luis Fabiano 19' Luis Fabiano 25' Maicon 56' Luis Fabiano 58' Elano 65' Adriano 89' |       | 5' Danny 62' Simão | Bezerrão, Gama Toeschouwers: 19.157 Scheidsrechter: Jorge Larrionda (URU) |

### 2009
|                                                                  |                              |       |         |                                                                                  |
| 11 februari Vriendschappelijk № 485 «onderlinge duels» 20:45 uur | Portugal                     | 1 – 0 | Finland | Estádio Algarve, Faro Toeschouwers: 19.834 Scheidsrechter: Carlo Bertolini (SUI) |
| 11 februari Vriendschappelijk № 485 «onderlinge duels» 20:45 uur | Cristiano Ronaldo 77' (pen.) |       |         | Estádio Algarve, Faro Toeschouwers: 19.834 Scheidsrechter: Carlo Bertolini (SUI) |

|                                                   |          |       |        |                                                                                        |
| 28 maart WK-kwalificatie № 386 «onderlinge duels» | Portugal | 0 – 0 | Zweden | Estádio do Dragão, Porto Toeschouwers: 40.230 Scheidsrechter: Frank De Bleeckere (BEL) |
| 28 maart WK-kwalificatie № 386 «onderlinge duels» |          |       |        | Estádio do Dragão, Porto Toeschouwers: 40.230 Scheidsrechter: Frank De Bleeckere (BEL) |

|                                                     |                           |       |             | |
| 31 maart Vriendschappelijk № 487 «onderlinge duels» | Portugal                  | 2 – 0 | Zuid-Afrika | Stade Olympique de la Pontaise, Lausanne Toeschouwers: 14.659 Scheidsrechter: Massimo Busacca (SUI) |
| 31 maart Vriendschappelijk № 487 «onderlinge duels» | Bruno Alves 4' Edinho 56' |       |             | Stade Olympique de la Pontaise, Lausanne Toeschouwers: 14.659 Scheidsrechter: Massimo Busacca (SUI) |

|                                                 |                   |       |                                  |                                                                                                |
| 6 juni WK-kwalificatie № 488 «onderlinge duels» | Albanië           | 1 – 2 | Portugal                         | Stadiumi Kombëtar Qemal Stafa, Tirana Toeschouwers: 13.320 Scheidsrechter: Florian Meyer (GER) |
| 6 juni WK-kwalificatie № 488 «onderlinge duels» | Erjon Bogdani 28' |       | 27' Hugo Almeida 90' Bruno Alves | Stadiumi Kombëtar Qemal Stafa, Tirana Toeschouwers: 13.320 Scheidsrechter: Florian Meyer (GER) |

|                                                              |         |       |          |                                                                                     |
| 10 juni Vriendschappelijk № 489 «onderlinge duels» 20:30 uur | Estland | 0 – 0 | Portugal | A. Le Coq Arena, Tallinn Toeschouwers: 7.000 Scheidsrechter: Michael Svendsen (DEN) |
| 10 juni Vriendschappelijk № 489 «onderlinge duels» 20:30 uur |         |       |          | A. Le Coq Arena, Tallinn Toeschouwers: 7.000 Scheidsrechter: Michael Svendsen (DEN) |

|                                                      |               |                                                     |          |                                                                                    |
| 12 augustus WK-kwalificatie № 490 «onderlinge duels» | Liechtenstein | 0 – 3                                               | Portugal | Rheinpark Stadion, Vaduz Toeschouwers: 5.525 Scheidsrechter: Carlo Bertolini (SUI) |
| 12 augustus WK-kwalificatie № 490 «onderlinge duels» |               | 15' Hugo Almeida 23' Raúl Meireles 26' Hugo Almeida |          | Rheinpark Stadion, Vaduz Toeschouwers: 5.525 Scheidsrechter: Carlo Bertolini (SUI) |

|                                                                |                      |       |             |                                                                               |
| 5 september WK-kwalificatie № 491 «onderlinge duels» 20:00 uur | Denemarken           | 1 – 1 | Portugal    | Parken, Kopenhagen Toeschouwers: 37.998 Scheidsrechter: Massimo Busacca (SUI) |
| 5 september WK-kwalificatie № 491 «onderlinge duels» 20:00 uur | Nicklas Bendtner 43' |       | 86' Liédson | Parken, Kopenhagen Toeschouwers: 37.998 Scheidsrechter: Massimo Busacca (SUI) |

|                                                      |           |         |          |                                                                                             |
| 9 september WK-kwalificatie № 492 «onderlinge duels» | Hongarije | 0 – 1   | Portugal | Ferenc Puskás Stadion, Boedapest Toeschouwers: 42.000 Scheidsrechter: Stéphane Lannoy (FRA) |
| 9 september WK-kwalificatie № 492 «onderlinge duels» |           | 9' Pepe |          | Ferenc Puskás Stadion, Boedapest Toeschouwers: 42.000 Scheidsrechter: Stéphane Lannoy (FRA) |

|                                                     |                                 |       |           |                                                                                 |
| 10 oktober WK-kwalificatie № 492 «onderlinge duels» | Portugal                        | 3 – 0 | Hongarije | Estadio da Luz, Lissabon Toeschouwers: 50.115 Scheidsrechter: Alain Hamer (LUX) |
| 10 oktober WK-kwalificatie № 492 «onderlinge duels» | Simão 18' Liédson 74' Simão 79' |       |           | Estadio da Luz, Lissabon Toeschouwers: 50.115 Scheidsrechter: Alain Hamer (LUX) |

|                                                               |                                                 |       |       |                                                                                              |
| 14 oktober WK-kwalificatie № 494 «onderlinge duels» 20:45 uur | Portugal                                        | 4 – 0 | Malta | Estádio D. Afonso Henriques, Guimarães Toeschouwers: 29.350 Scheidsrechter: Alan Kelly (IRL) |
| 14 oktober WK-kwalificatie № 494 «onderlinge duels» 20:45 uur | Nani 15' Simão 45' Miguel Veloso 52' Edinho 90' |       |       | Estádio D. Afonso Henriques, Guimarães Toeschouwers: 29.350 Scheidsrechter: Alan Kelly (IRL) |

|                                                                |                 |       |                |                                                                                     |
| 14 november WK-kwalificatie № 495 «onderlinge duels» 20:30 uur | Portugal        | 1 – 0 | Bosnië en Her. | Estádio da Luz, Lissabon Toeschouwers: 60.588 Scheidsrechter: Martin Atkinson (ENG) |
| 14 november WK-kwalificatie № 495 «onderlinge duels» 20:30 uur | Bruno Alves 31' |       |                | Estádio da Luz, Lissabon Toeschouwers: 60.588 Scheidsrechter: Martin Atkinson (ENG) |

|                                                                |                 |                   |          |                                                                                 |
| 18 november WK-kwalificatie № 496 «onderlinge duels» 20:45 uur | Bosnië en Herz. | 0 – 1             | Portugal | Bilino Polje, Zenica Toeschouwers: 15.100 Scheidsrechter: Roberto Rosetti (ITA) |
| 18 november WK-kwalificatie № 496 «onderlinge duels» 20:45 uur |                 | 56' Raul Meireles |          | Bilino Polje, Zenica Toeschouwers: 15.100 Scheidsrechter: Roberto Rosetti (ITA) |

FPF · A-internationals · Selecties · Statistieken · Bondscoaches · Portugees vrouwenelftal · Olympisch elftal · Portugal U21 · Portugal U20 · Portugal U19 · Portugal U18 · Portugal U17 · Vrouwen U17
1921 – 1929 · 
1930 – 1939 · 
1940 – 1949 · 
1950 – 1959 · 
1960 – 1969 · 
1970 – 1979 · 
1980 – 1989 · 
1990 – 1999 · 
2000 – 2009 · 
2010 – 2019 · 
2020 – 2029
EK's: 1984 · 
1996 · 
2000 · 
2004 · 
2008 · 
2012 · 
2016 · 
2020 · 
2024
WK's: 1966 · 
1986 · 
2002 · 
2006 · 
2010 · 
2014 · 
2018 · 
2022
OS: 1928 · 
1996 · 
2004 · 
2016
1921 · 
1922 · 
1923 · 
1924 · 
1925 · 
1926 · 
1927 · 
1928 · 
1929 · 
1930 · 
1931 · 
1932 · 
1933 · 
1934 · 
1935 · 
1936 · 
1937 · 
1938 · 
1939 · 
1940 · 
1942 · 
1943 · 1944 · 
1945 · 
1946 · 
1947 · 
1948 · 
1949 ·
1950 · 
1951 · 
1952 · 
1953 · 
1954 · 
1955 · 
1956 · 
1957 · 
1958 · 
1959 ·
1960 · 
1961 · 
1962 ·
1963 ·
1964 · 
1965 · 
1966 · 
1967 · 
1968 · 
1969 ·
1970 · 
1971 · 
1972 · 
1973 · 
1974 · 
1975 · 
1976 · 
1977 · 
1978 · 
1979 ·
1980 · 
1981 · 
1982 · 
1983 · 
1984 · 
1985 · 
1986 · 
1987 · 
1988 · 
1989 · 
1990 · 
1991 ·
1992 · 
1993 · 
1994 · 
1995 · 
1996 · 
1997 · 
1998 · 
1999 · 
2000 · 
2001 · 
2002 · 
2003 · 
2004 · 
2005 · 
2006 · 
2007 · 
2008 · 
2009 · 
2010 · 
2011 · 
2012 · 
2013 ·
2014 ·
2015 ·
2016 ·
2017 ·
2018 ·
2019 ·
2020 ·
2021 ·
2022
Albanië ·
Algerije ·
Andorra ·
Angola ·
Argentinië ·
Armenië ·
Azerbeidzjan ·
België ·
Bolivia ·
Bosnië-Herzegovina ·
Brazilië ·
Bulgarije ·
Canada ·
Chili ·
China ·
Cyprus ·
DDR ·
Denemarken ·
Duitsland ·
Ecuador ·
Egypte ·
Engeland ·
Estland ·
Faeröer ·
Finland ·
Frankrijk ·
Gabon ·
Georgië ·
Ghana ·
Gibraltar ·
Griekenland ·
Hongarije ·
Ierland ·
IJsland ·
Iran ·
Israël ·
Italië ·
Ivoorkust ·
Joegoslavië ·
Kaapverdië ·
Kameroen ·
Kazachstan ·
Koeweit ·
Kroatië ·
Letland ·
Liechtenstein ·
Litouwen ·
Luxemburg ·
Malta ·
Marokko ·
Mexico ·
Moldavië ·
Mozambique ·
Nederland ·
Nieuw-Zeeland ·
Nigeria ·
Noord-Ierland ·
Noord-Korea ·
Noord-Macedonië ·
Noorwegen ·
Oekraïne ·
Oostenrijk ·
Panama ·
Paraguay ·
Polen ·
Qatar ·
Roemenië ·
Rusland ·
Saoedi-Arabië ·
Schotland ·
Servië ·
Slovenië ·
Slowakije ·
Sovjet-Unie ·
Spanje ·
Tsjechië ·
Tsjecho-Slowakije ·
Tunesië ·
Turkije ·
Uruguay ·
Verenigde Staten ·
Wales ·
Zuid-Afrika ·
Zuid-Korea ·
Zweden ·
Zwitserland
Angola (2006) ·
België (2021) ·
Brazilië (2010) · 
Denemarken (2012) ·
Duitsland (2006) ·
Duitsland (2008) ·
Duitsland (2012) ·
Duitsland (2014) ·
Duitsland (2021) ·
Engeland (2000) ·
Engeland (2006) ·
Frankrijk (2006) ·
Frankrijk (2016) ·
Frankrijk (2021)  ·
Ghana (2014) ·
Griekenland (2004, 2) · 
Hongarije (2021) · 
IJsland (2016) · 
Iran (2006) ·
Iran (2018) ·
Marokko (2018) ·
Marokko (2022) ·
Mexico (2006) ·
Nederland (2006) ·
Nederland (2012) ·
Oostenrijk (2016) · 
Spanje (2012) · 
Spanje (2018) ·
Tsjechië (2008) ·
Tsjechië (2012) · 
Turkije (2008) ·
Verenigde Staten (2014) ·
Uruguay (2018) ·
Zuid-Korea (2022) · 
Zwitserland (2008) · 
Zwitserland (2022)
AFC-zone: Afghanistan · Australië · Bahrein · Bangladesh · Bhutan · Brunei · Cambodja · China · Filipijnen · Guam · Hongkong · India · Indonesië · Iran · Irak · Japan · Jemen · Jordanië · Koeweit · Kirgizië · Laos · Libanon · Macau · Maleisië · Maldiven · Mongolië · Myanmar · Nepal · Noord-Korea · Oezbekistan · Oman · Oost-Timor · Pakistan · Palestina · Qatar · Saoedi-Arabië · Singapore · Sri Lanka · Syrië · Tadzjikistan · Taiwan · Thailand · Turkmenistan · Verenigde Arabische Emiraten · Vietnam · Zuid-Korea

CAF-zone: Algerije · Angola · Benin · Botswana · Burkina Faso · Burundi · Centraal-Afrikaanse Republiek · Comoren · Congo-Brazzaville · Congo-Kinshasa · Djibouti · Egypte · Equatoriaal-Guinea · Eritrea · Ethiopië · Gabon · Gambia · Ghana · Guinee · Guinee-Bissau · Ivoorkust · Kaapverdië · Kameroen · Kenia · Lesotho · Liberia · Libië · Madagaskar · Malawi · Mali  ·Mauritanië · Mauritius · Marokko · Mozambique · Namibië · Niger · Nigeria · Oeganda · Rwanda · Sao Tomé en Principe · Senegal · Seychellen · Sierra Leone · Soedan · Somalië · Swaziland · Tanzania · Togo · Tsjaad · Tunesië · Zambia · Zimbabwe · Zuid-Afrika

CONCACAF-zone: Amerikaanse Maagdeneilanden · Anguilla · Antigua en Barbuda · Aruba · Bahama's · Barbados · Belize · Bermuda · Britse Maagdeneilanden · Canada · Kaaimaneilanden · Costa Rica · Cuba · Dominica · Dominicaanse Republiek · El Salvador · Frans Guyana · Grenada · Guadeloupe · Guatemala · Guyana · Haïti · Honduras · Jamaica · Martinique · Mexico · Montserrat · 
Nicaragua · Panama · Puerto Rico · Saint Kitts en Nevis · Saint Lucia · Saint Vincent en de Grenadines · Sint Maarten · Suriname · Trinidad en Tobago · Turks- en Caicoseilanden · Verenigde Staten

CONMEBOL-zone: Argentinië · Bolivia · Brazilië · Chili · Colombia · Ecuador · Paraguay · Peru · Uruguay · Venezuela

OFC-zone: Amerikaans-Samoa · Cookeilanden · Fiji · Nieuw-Caledonië · Nieuw-Zeeland · Papoea-Nieuw-Guinea · Samoa · Salomoneilanden · Tahiti · Tonga · Vanuatu

UEFA-zone: Albanië · Andorra · Armenië · Azerbeidzjan · België · Bosnië en Herzegovina · Bulgarije · Cyprus · Denemarken · Duitsland · Engeland · Estland · Faeröer · Finland · Frankrijk · Georgië · Griekenland · Hongarije · IJsland · Ierland · Israël · Italië · Kazachstan · Kroatië · Letland · Liechtenstein · Litouwen · Luxemburg · Macedonië · Malta · Moldavië · Montenegro · Nederland · Noord-Ierland · Noorwegen · Oekraïne · Oostenrijk · Polen · Portugal · Roemenië · Rusland · San Marino · Schotland · Servië · Servië en Montenegro · Slovenië · Slowakije · Spanje · Tsjechië · Turkije · Wales · Wit-Rusland · Zweden · Zwitserland